# راندي ماثيوز
راندي ماثيوز (بالإنجليزية: Randy Matthews)‏ هو مغن مؤلف ومغني أمريكي، ولد في 7 مايو 1950.

## وصلات خارجية
- راندي ماثيوز على موقع ميوزك برينز (الإنجليزية)
- راندي ماثيوز على موقع ديسكوغز (الإنجليزية)